# 愛しのシバよ帰れ
『愛しのシバよ帰れ』（いとしのシバよかえれ、Come Back, Little Sheba）は、1952年にパラマウント映画が制作したアメリカ合衆国のドラマ映画である。
本作はシャーリー・ブースのデビュー作であり、彼女は本作にて1952年第25回アカデミー主演女優賞を受賞した。
映画タイトルは、物語が始まる数ヶ月前に姿を消し、まだ悲しんでいる妻の小さな犬を指している。
この映画は、ウィリアム・インジによる同タイトルの1950年の演劇をもとに、ケティ・フリングスが脚色した。
ダニエル・マンの監督デビュー作品である。

## スタッフ
以下のスタッフ名は特に記載がない限りKINENOTEに従った。
- 監督 - ダニエル・マン
- 脚本 - ケティ・フリングス[3]
- 原作戯曲 - ウィリアム・インジ
- 原作舞台製作 - シアター・ギルド
- 製作 - ハル・B・ウォリス
- 撮影 - ジェームズ・ウォン・ハウ[3]
- 美術 - ハル・ペレイラ
- 録音 - ドン・マッケイ、ウォーター・オバースト
- 編集監督 - ウォーレン・ロウ（英語版）
- 作曲 - フランツ・ワックスマン

## 主なキャスト
- バート・ランカスター - ドクター・デレイニー[3](Doc Delaney)[4]
- シャーリー・ブース - ローラ・デレイニー[3](Lola Delaney)[4]
- テリー・ムーア (女優)（英語版） - マリー[3](Marie Buckholder)[4]
- リチャード・ジャッケル - ターク[3](Turk Fisher)[1]
- フィリップ・オバー（英語版）[3] - Ed Anderson[1]
- リザ・ゴルム(Lisa Golm) - Mrs. Coffman[1][4]
- ウォルター・ケリー(Walter Kelley)[3] - Bruce Cunningham[4]

## 受賞歴
| 賞                                         | カテゴリ                         | ノミネート            | 結果       |
| ------------------------------------------ | -------------------------------- | --------------------- | ---------- |
| 第25回アカデミー賞                         | 主演女優賞                       | シャーリー・ブース    | 受賞       |
| 第25回アカデミー賞                         | 助演女優賞                       | テリー・ムーア (女優) | ノミネート |
| 第25回アカデミー賞                         | 編集賞                           | ウォーレン・ロウ      | ノミネート |
| 第7回英国アカデミー賞                      | 作品賞                           | 『愛しのシバよ帰れ』  | ノミネート |
| 第7回英国アカデミー賞                      | 最優秀外国女優賞                 | シャーリー・ブース    | ノミネート |
| 第6回カンヌ国際映画祭                      | グランプリ                       | ダニエル・マン        | ノミネート |
| 第6回カンヌ国際映画祭                      | International Dramatic Film      | ダニエル・マン        | 受賞       |
| 第6回カンヌ国際映画祭                      | Special Mention Award            | シャーリー・ブース    | 受賞       |
| 第6回全米監督協会賞                        | 全長編映画監督賞                 | ダニエル・マン        | ノミネート |
| 第10回ゴールデングローブ賞                 | 映画部門 作品賞 (ドラマ部門)     | 『愛しのシバよ帰れ』  | ノミネート |
| 第10回ゴールデングローブ賞                 | 映画部門 主演女優賞 (ドラマ部門) | シャーリー・ブース    | 受賞       |
| ユッシ賞                                   | Best Foreign Actress             | シャーリー・ブース    | 受賞       |
| 1952年ナショナル・ボード・オブ・レビュー賞 | 女優賞                           | シャーリー・ブース    | 受賞       |
| 第18回ニューヨーク映画批評家協会賞         | 主演女優賞                       | シャーリー・ブース    | 受賞       |
| 第5回全米脚本家組合賞                      | Best Written American Drama      | ケティ・フリングス    | ノミネート |